# Xinjiang Sports Centre
Das Xinjiang Sports Center ist ein Mehrzweckstadion in Ürümqi (Xinjiang) in der Volksrepublik China. Das Stadion fasst 50.000 Menschen und wurde im Jahr 2005 eröffnet. Das Stadion ist derzeit die Heimstätte des Fußballvereins Xinjiang Tianshan Leopard, der in der China League One spielt.